# Philippe Rivain
Philippe Rivain, né le 9 avril 1912 à Paris (Seine) et mort le 21 avril 1971 dans la même ville, est un homme politique français.

## Biographie
Fils d'un officier, Philippe Rivain fut élève à l'École libre des sciences politiques d'où il sortit diplômé d'une licence ès lettres et d'une licence de droit. Après ses études, il fut attaché à l'ambassade de France à Berlin avant d'intégrer en 1936 le cabinet de Pierre-Étienne Flandin alors ministre des Affaires étrangères.
Mobilisé en 1939, il participe aux combats de la Bataille de France. Après l'armistice, il fut nommé à la commission allemande d'armistice. Il fut également membre du cabinet de Paul Marion au secrétariat général de l'Information puis du cabinet de François Darlan. En 1942, il fut nommé sous-préfet à Nyons dans la Drôme puis secrétaire général de la Meuse puis du Finistère. Comme de nombreux hauts fonctionnaires nommés par le gouvernement de Vichy, il entra en contact avec la Résistance intérieure, donnant des informations stratégiques aux groupes de la Résistance. Certaines sources rapportent qu'il aurait été décoré de l'Ordre de la Francisque. Sa duplicité est découverte en 1943. Arrêté par des soldats allemands, il est déporté en Allemagne mais parvient à s'échapper, ce qui lui valut de recevoir la médaille des évadés.
À la Libération, il fut chargé de mission au secrétariat général du gouvernement provisoire auprès du général de Gaulle. En 1948, il fut nommé secrétaire général du commissariat aux affaires allemandes et autrichiennes avant de diriger pendant quatre ans le cabinet du haut-commissaire français André François-Poncet auprès de la Haute commission alliée en Allemagne. Revenu en France, il intégra le ministère de l'Intérieur comme administrateur civil. Candidat aux élections législatives de 1956 dans le Maine-et-Loire sur la liste des Républicains sociaux, il n'est pas élu.
À nouveau candidat aux élections législatives en 1958 dans la circonscription de Saumur-Nord, il reçoit le soutien des Républicains sociaux et de l'Union pour la nouvelle République, profitant de son implantation locale comme maire de Longué mais également en profitant d'un raz-de-marée gaulliste après les événements de mai 1958. Il est élu dès le premier tour, avec plus de 53 % des voix.
Membre de la commission des Finances de l'Assemblée nationale à partir de 1960, il fut vice-président de cette commission de 1962 à 1967,. Réputé pour sa force de travail et son implication dans le travail parlementaire, il est élu rapporteur général du budget par la commission des Finances en avril 1967,. Réélu en 1968, il fut moins impliqué dans ses fonctions à la suite d'un décollement de la rétine survenu à la fin de l'année 1969. Après une longue convalescence qui l'empêcha de superviser le projet de loi de finances pour l'année 1970, il revint à l'Assemblée nationale mais choisit de démissionner de ses fonctions de rapporteur général pour raisons de santé,. Il meurt moins de trois semaines après sa démission.
Il reçut de nombreux hommages appuyés de la part de ses collègues gaullistes. Il est inhumé à Longué-Jumelles (depuis la fusion entre Longué et Jumelles en 1973).
En 2022, le centre aquatique Philippe Rivain est inauguré à Longué-Jumelles.

## Détails des mandats et fonctions

### Mandats locaux
- 1953-1971 : maire de Longué

### À l'Assemblée nationale
- 9 décembre 1958 - 9 octobre 1962 : député de la Troisième circonscription de Maine-et-Loire
- 6 décembre 1962 - 2 avril 1967 : député de la Troisième circonscription de Maine-et-Loire
- 12 décembre 1962 - 2 avril 1967 : vice-président de la Commission des Finances
- 3 avril 1967 - 30 mai 1968 : député de la Troisième circonscription de Maine-et-Loire
- 6 avril 1967 - 30 mai 1968 : rapporteur général du budget
- 11 juillet 1968 - 21 avril 1971 : député de la Troisième circonscription de Maine-et-Loire
- 16 juillet 1968 - 2 avril 1971 : rapporteur général du budget

## Décorations
- Chevalier de la Légion d'honneur[1]
- Croix de guerre 1939-1945[1]
- Médaille des évadés[1]
- Ordre de la Francisque[2]